# Гірнича промисловість Гондурасу
Гірнича промисловість Гондурасу

## Загальна характеристика
Мінерально-сировинна галузь Гондурасу головним чином зосереджена на видобутку срібла, свинцево-цинкових руд, золота.
У золотовидобутку активною є компанія Francisco Gold Corp., але її акції викупила компанія Glamis Gold, що в перші роки XXI ст. є фаворитом у Центральній Америці. У 2001 р ця компанія здійснювала золотовидобувний проєкт San Martin і добула 114 216 унцій золота на рік. У 2002 р видобуток збільшено до 120 000 унцій золота. Компанія діє на відкритих розробках Palo Alto і на новій концесії Minitas, що розташована поблизу.
Компанія Maya Gold Ltd. веде дослідження на мідно-золотоносному порфіровому родовищі, які продовжаться до 2004 р. Зацікавлення в них виявляє Billiton-BHP. Попередні дослідження виявили два родовища – мідно-золото-порфірове “Los Lirios" і епітермальне “Rio Rico".
Країна залежить від імпортної нафти, але є декілька невивчених покладів нафти біля узбережжя Ла-Москітія, які розробляються компанією Texaco (500 тис. барелів щорічно). Активні сейсмічні дослідження показують перспективу видобування  в регіоні до 20 тис. барелів нафти на добу.